# Вікторія (Тулча)
Вікторія (рум. Victoria) — село у повіті Тулча в Румунії. Входить до складу комуни Нуферу.
Село розташоване на відстані 239 км на схід від Бухареста, 13 км на південний схід від Тулчі, 109 км на північ від Констанци, 80 км на південний схід від Галаца.

## Населення
За даними перепису населення 2002 року у селі проживали 187 осіб, з них 182 особи (97,3%) румунів. Усі жителі села рідною мовою назвали румунську.